# Pavetta zimmermanniana
Pavetta zimmermanniana är en måreväxtart som beskrevs av Theodoric Valeton. Pavetta zimmermanniana ingår i släktet Pavetta och familjen måreväxter. Inga underarter finns listade i Catalogue of Life.